# F Chopper KOGA
F Chopper KOGA  (F チョッパー KOGA?), artistnamn för Michiko Koga (古賀美智子 Koga Michiko?), född 22 december 1986 i Aichi prefektur,  är en japansk musiker och låtskrivare.. Hennes huvudinstrument är elbas.
Hon är frontperson och basist i rockbandet Gacharic Spin sedan 2009 samt basist i hårdrocksbandet Doll$Boxx sedan 2012. Tidigare var hon medlem i punkbandet The Pink Panda.

## Diskografi

### The Pink Panda
- Pxx & Axx (Life, 2006) CD album

### Gacharic Spin
Enbart Gacharic Spins studioalbum, mini-album och videoalbum listas :
- Gacharic Spin 1st Anniversary Live  (Gacharic Spin 1st Anniversary LIVE〜衝撃!笑撃?SHOW劇〜完全版?) (Universal Music Japan, april 2011) DVD
- Gacharic Spin Live & Lesson (Athos International, april 2011) DVD
- Virgin-A (Universal Music Japan, maj 2011) mini album
- Delicious (Universal Music Japan, mars 2013) CD album; Delicious Live DVD (Juicy Girl Records, oktober 2013) DVD; Delicious Tour DVD Limited Edition -Kanōnakagiri Tsumekomimashita- (Delicious Tour DVD 限定盤〜可能な限り詰め込みました〜?) (Juicy Girl Records, november 2013) DVD
- Winner (Universal Music Japan, april 2014) CD album
- Music Battler (Victor Entertainment, september 2014) CD album, CD+DVD album
- Gachallenge Final!! 2014 -Odaiba Kesshou Sen- (ガチャレンジFINAL!! 2014〜お台場決勝戦〜?) (Victor Entertainment, mars 2015) DVD, Blu-ray
- Sekira Liar Tour Final  -Shibuya Public Hall- (赤裸ライアーTOUR FINAL!!!〜渋谷公会堂〜?) (Victor Entertainment, december 2015) DVD
- Kakujitsu Hendo -Kakuhen- (確実変動 -KAKUHEN-?) (Victor Entertainment, september 2016) CD album, CD+DVD album
- What! Seventh Anniversary!!!!!!! Tour Final (な・な・なんと7周年!!!!!!! TOUR FINAL?) (Victor Entertainment, februari 2017) DVD
- G-litter (Victor Entertainment, april 2018) CD album, CD+DVD album
- Tour Tomaranai 2018 Final – Yoiko (415) wa Mane Shinaidene (TOUR 止まらない 2018 FINAL ~良い子(415)は真似しないでネ~?)  (Victor Entertainment, augusti 2018) DVD
- Go Luck! (Victor Entertainment, november 2018) mini album
- Saikō saikyō densetsu – 10th Anniversary Special LIVE!!-  (最高最強伝説 -10th Anniversary Special LIVE!!-?) (Victor Entertainment, januari 2020) Blu-ray
- Gold Dash (Victor Entertainment, mars 2020) CD album, CD+DVD album

### DOLL$BOXX
- Dolls apartment (King Records, 2012) CD album, CD?DVD album
- Dolls Collection (King Records, 2014) DVD album
- High $pec (Victor Entertainment, 2017) CD mini album
- High $pec High Return (Victor Entertainment, 2018) live DVD album